# Entroido Ribeirao

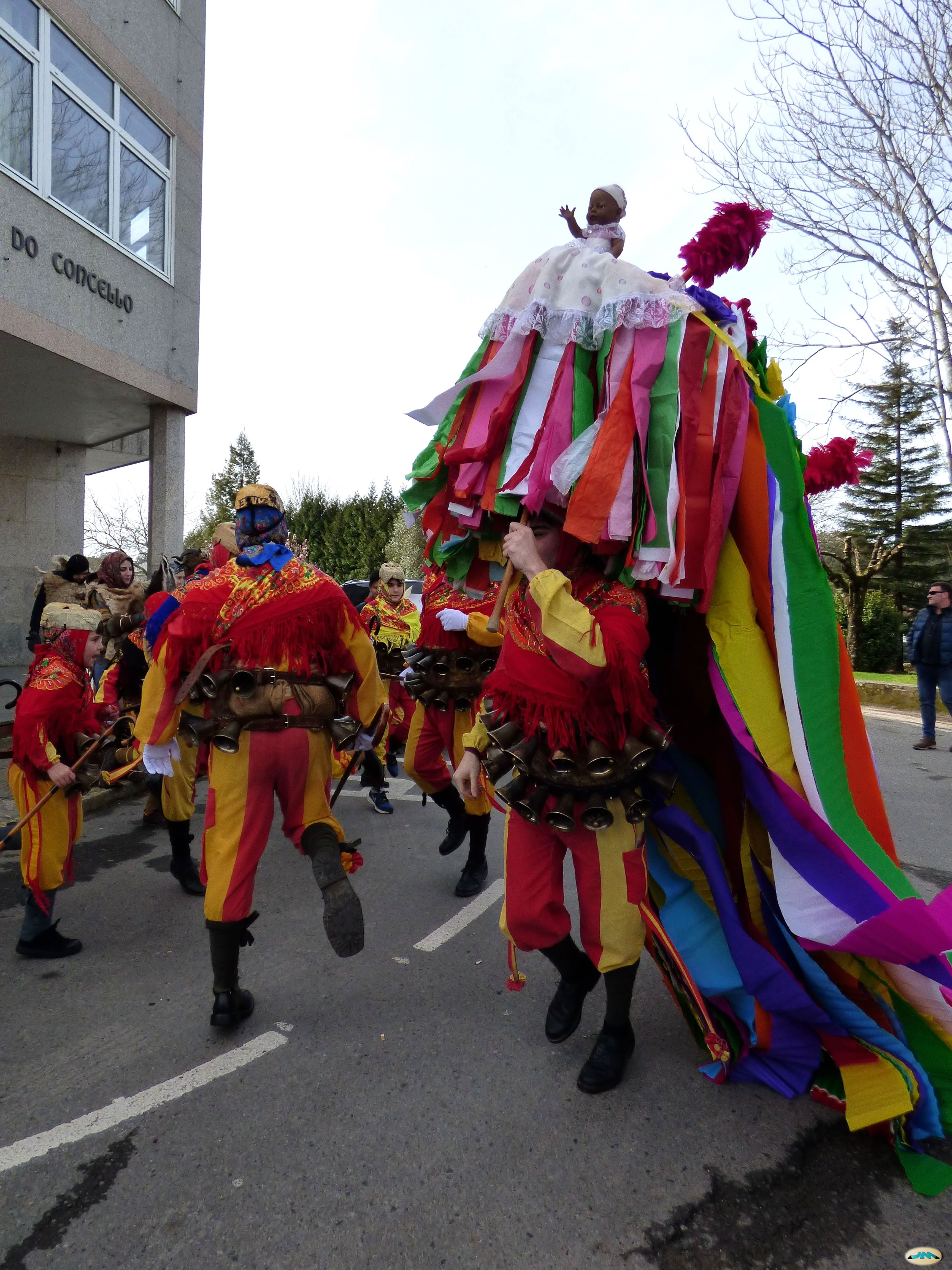
Volante.

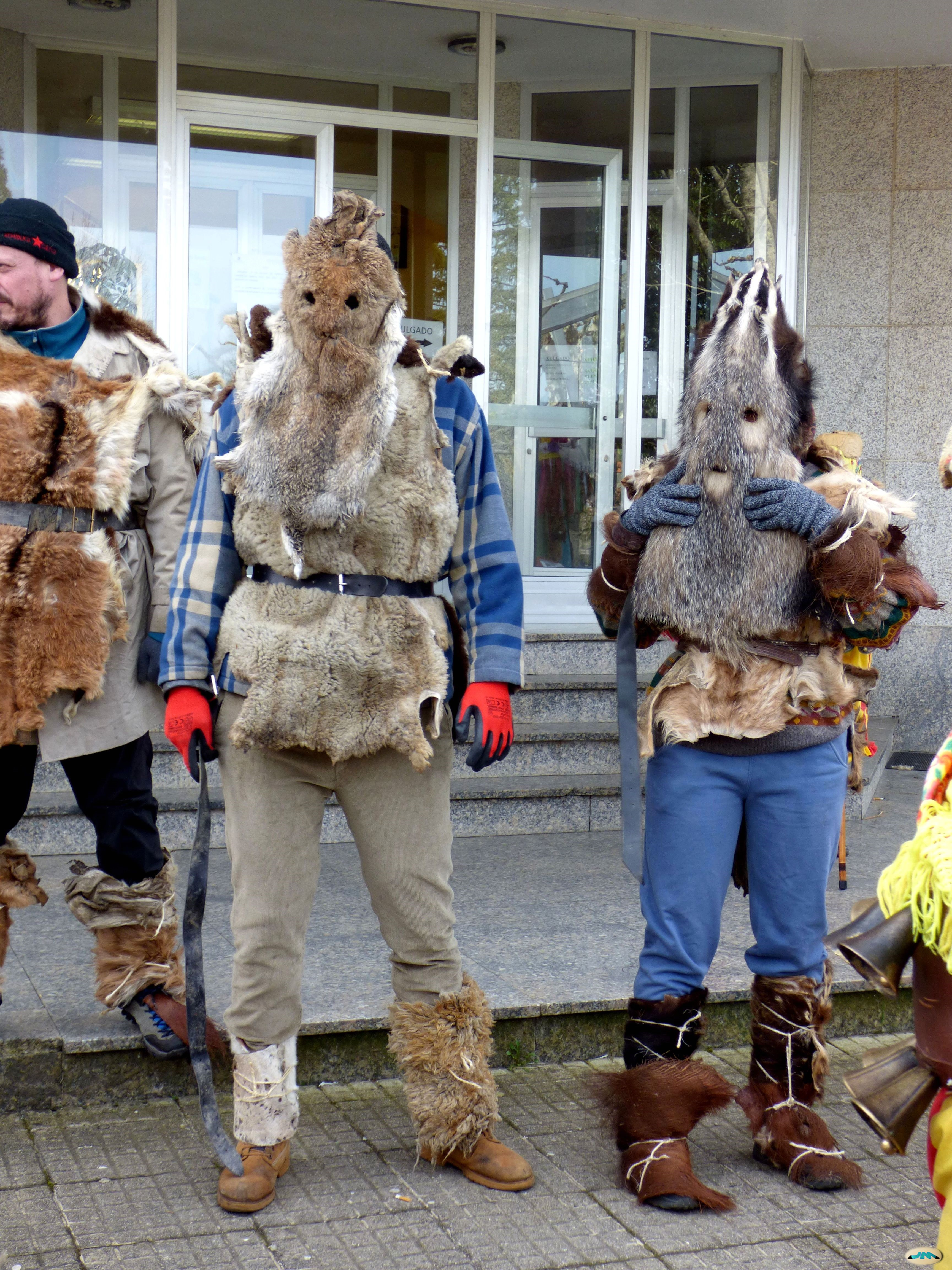

O Entroido Ribeirao (Entrudo Ribeirão) celebra-se nas freguesias da ribeira do rio Minho, no concelho de Chantada. No século XX também era possível observar esta tradição em Vilaúxe, Líncora, Nogueira de Miño e Santiago de Arriba. Nas primeiras décadas do século XXI apensas se mantinha vivo em Santiago de Arriba, organizado pela Asociación Entroido Ribeirao.
Outros eventos semelhantes tinham lugar em Ribeiras de Miño, freguesia do concelho de Pantón situada na margem oposta do rio, tendo paralelismos com os carnavais rurais de Salcedo (A Pobra do Brollón) e da Província de Ourense (O Bolo, Verín, Xinzo de Limia ou Laza).
A época do Entroido começa com o domingo lambedoiro, seguido pelo domingo corredoiro, e pelo domingo de Entroido, acabando com a segunda e terça-feira de Carnaval, com o testamento, antes do desaparecimento da máscara.
Nas personagens destaca-se o volante, um vestido com faixas de cores amarelas e vermelhas alternadas, e com um cinto que leva penduradas duas dúzias de campainhas do gado. Na cabeça leva-se o pucho, uma estrutura coberta de faixas e flores de papel, por entre as quais se coloca uma boneca. Acrescentam-se ao volante o peliqueiro, o meco e o maragato, personagens descuidados na vestimenta, que tratam de proteger e abrir o caminho do volante.
No Entroido da ribeira também se representam pequenas peças teatrais, conhecidas como oficios, obras satíricas realizadas pelos próprios moradores da ribeira.